# Observatoire de Nice

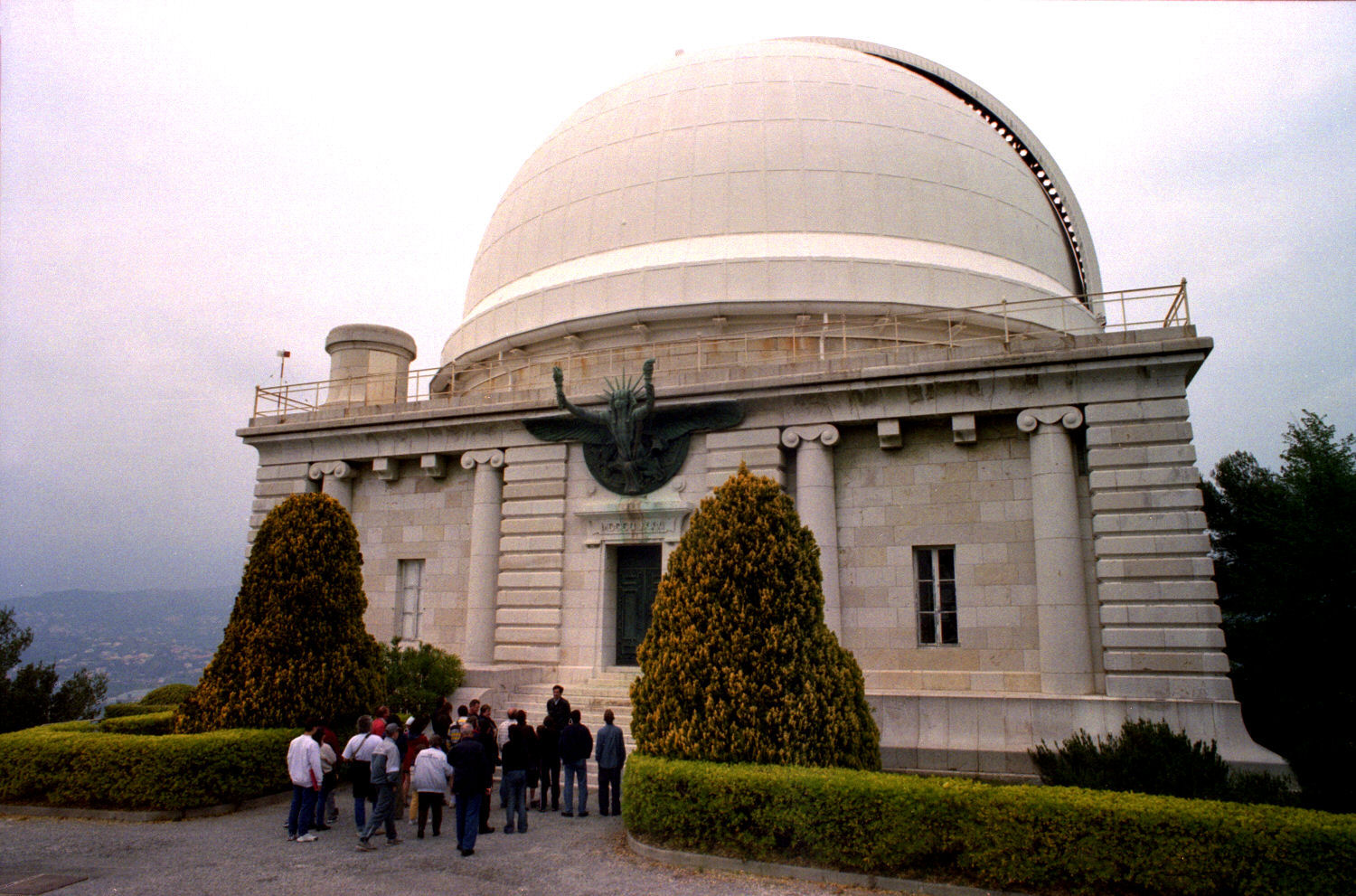
Die Hauptkuppel

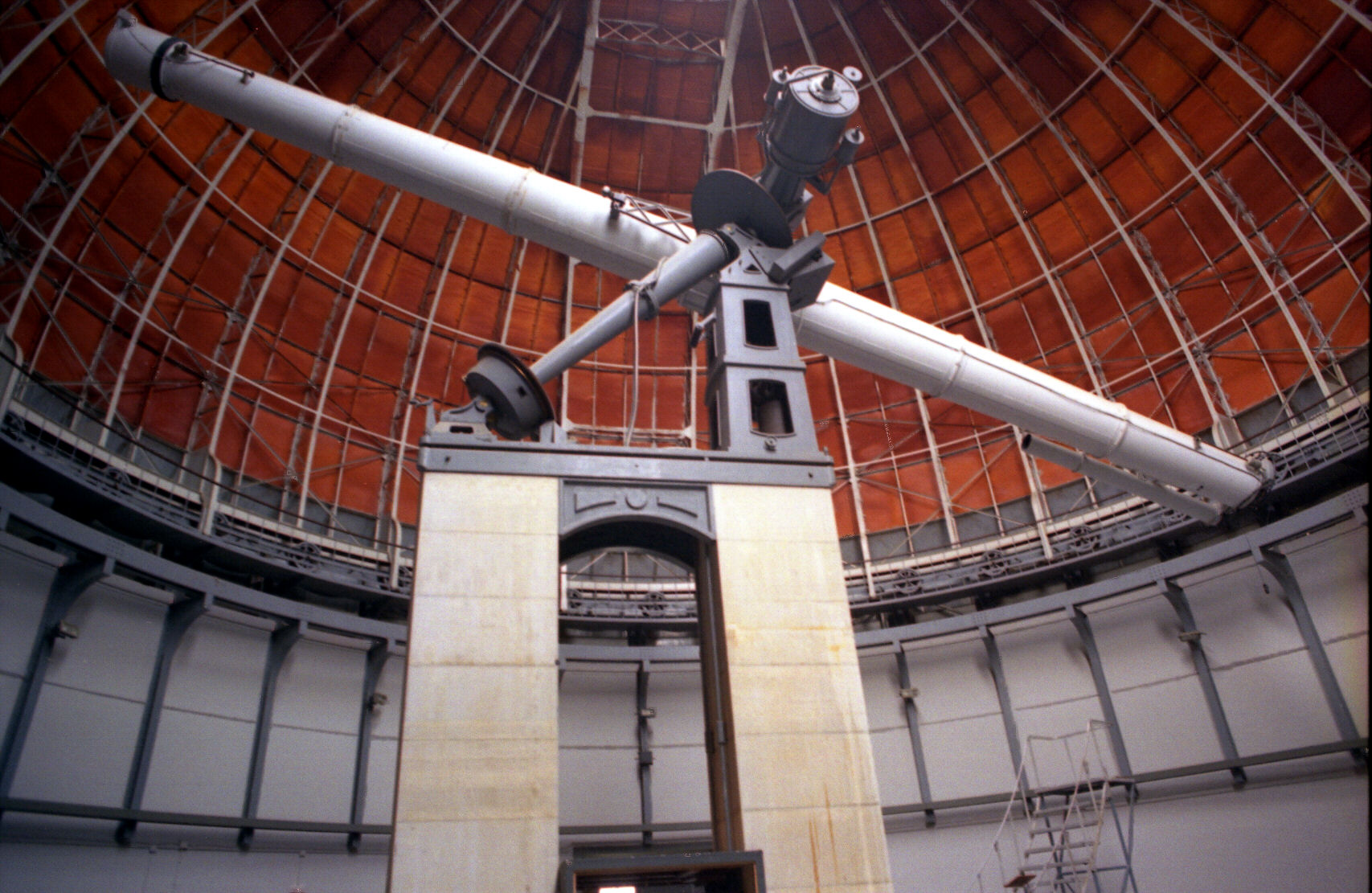
Das 76-cm-Fernrohr des Observatoire de Nice

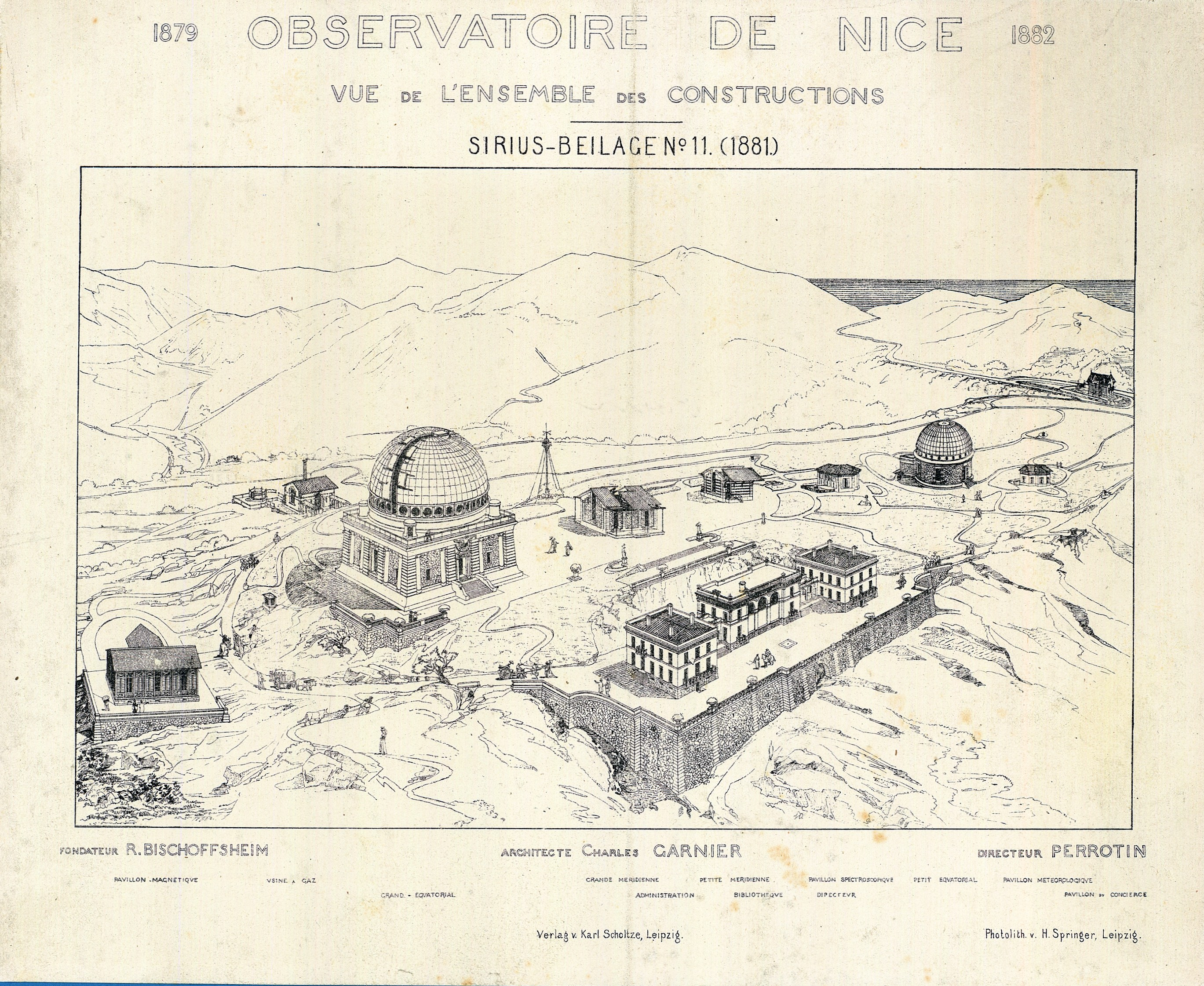
Zeichnung des Observatoriums von 1879

Das Observatoire de Nice ist ein astronomisches Observatorium in Nizza, Frankreich, auf dem 372 m hohen Gipfel des Mont Gros.
Die Sternwarte wurde im Jahr 1879 durch den Bankier Raphaël Bischoffsheim initiiert. Es ist Europas älteste Bergsternwarte und war 1879 die erste, die dauerhaft betrieben wurde. Der Architekt war Charles Garnier, und Gustave Eiffel konstruierte die Hauptkuppel, die ein riesiges, fast 20 Meter langes Teleskop aufnehmen sollte. Die schwere Kuppel aus Metall war mit ihren 26 Metern Durchmesser die größte in Europa. Die Baukosten deckte ein Pariser Bankier durch eine großzügige Geldspende.
Das Grande Lunette genannte Fernrohr mit 76 cm Öffnungsweite ging 1888 in Betrieb. Es war zu dieser Zeit das größte Linsenteleskop der Welt. Es wurde jedoch im darauf folgenden Jahr durch das Fernrohr mit 91 cm Öffnungsweite am Lick-Observatorium übertroffen.
Als wissenschaftliche Einrichtung existiert das Observatoire de Nice heute nicht mehr in dieser Form. Es wurde im Jahr 1988 mit dem Observatoire du CERGA zusammengeführt zum Observatoire de la Côte d’Azur.
Das Observatoire de Nice hat den IAU-Code 020.